# ليندون بيت باترسون
ليندون بيت باترسون (بالإنجليزية: Lyndon Pete Patterson)‏ هو سياسي أمريكي، ولد في 20 ديسمبر 1934 في الولايات المتحدة، وتوفي في 9 ديسمبر 2017 في هوني غروف في الولايات المتحدة. انتخب عضو مجلس نواب تكساس.